# Irène de Trébizonde
 (décembre 2018).
Si vous disposez d'ouvrages ou d'articles de référence ou si vous connaissez des sites web de qualité traitant du thème abordé ici, merci de compléter l'article en donnant les références utiles à sa vérifiabilité et en les liant à la section « Notes et références ».
Ne doit pas être confondu avec Irène Paléologue (impératrice de Trébizonde).
Irène de Trébizonde est la seconde femme de l'empereur bigame Basile Ier de Trébizonde. Elle a joué un rôle important entre 1341 et 1352 lors de la minorité de leur fils, l'empereur Alexis III de Trébizonde.
Elle ne doit pas être confondue avec la première femme de Basile Ier, son homonyme l'impératrice Irène Paléologue, brève usurpatrice de l'empire de Trébizonde de 1340 à juillet 1341.